# Mil Mi-34
El Mil Mi-34 (en ruso: Ми-34, designación OTAN: Hermit) es un helicóptero ligero de uso civil, fabricado por Mil en una configuración de dos o cuatro asientos, para transporte o entrenamiento. Realizó su primer vuelo en 1986 y fue presentado al público occidental en el Salón Aeronáutico de París en 1987. El Mi-34 entró en producción en 1993, y está capacitado para realizar maniobras de acrobacia aérea.

## Variantes
- Mi-34S - Versión de cuatro asientos, con motor Vedeneyev (VOKBM) M-14V-26V.
- Mi-34L - Propuesta de cuatro asientos, con motor Textron Lycoming TIO-540J. No se ha fabricado ninguna unidad.
- Mi-34P Patrulnyi - Versión policial para la Policía de Moscú.
- Mi-34A - Propuesta vip, con motor Allison 250-C20R turboshaft engine. No se ha fabricado ninguna unidad.
- Mi-34M1 y Mi-34M2 - Propuesta biturbina.
- Mi-34UT - Versión de entrenamiento.
- Mi-34V/Mi-34VAZ/Mi-234 - Propuesta con motores VAZ-4265.
- Mi-44 - Versión con motor TV-O-100 y aerodinámica mejorada.

## Especificaciones
Referencia datos: Jackson, Mark. Jane's All The World's Aircraft 2003–2004. Coulsdon, UK: Jane's Information Group, 2003. ISBN 0-7106-2537-5.

### Características generales
- Tripulación: 1/2 pilotos
- Capacidad: 2
- Longitud: 11,4 m (37,4 ft)
- Diámetro rotor principal: 10 m (32,8 ft)
- Altura: 2,8 m (9 ft)
- Área circular: 78,7 m² (847,1 ft²)
- Peso vacío: 950 kg (2093,8 lb)
- Peso máximo al despegue: 1450 kg (3195,8 lb)
- Planta motriz: 1× Motor radial de nueve cilindros, refrigerado por aire Vedeneyev M14P.
  - Potencia: 239 kW (330 HP; 325 CV)

### Rendimiento
- Velocidad máxima operativa (Vno): 210 km/h (130 MPH; 113 kt)
- Velocidad crucero (Vc): 170 km/h (106 MPH; 92 kt)
- Alcance: 356 km (192 nmi; 221 mi)
- Techo de vuelo: 4000 m (13 123 ft)

### Aeronaves similares
- Fairchild Hiller FH-1100
- Enstrom 280
- Robinson R44
- Bell 206
- MD Helicopters MD 500
- PZL SW-4
- Kazan Ansat